# Конституция Паульскирхе
Конституция Паульскирхе (нем. Paulskirchenverfassung), официально — Конституция Германской империи (нем. Verfassung des deutschen Reiches) — конституция Германской империи) — первая общегерманская конституция, принятая демократическим путём.
Она была принята 28 марта 1849 года на Франкфуртском национальном собрании, которое состоялось после Мартовской революции 1848 года в церкви Святого Павла во Франкфурте-на-Майне. Впоследствии немецким монархам во главе с королём Пруссии удалось сформировать (де-юре незаконное) вооружённое сопротивление, поэтому де-факто не действовала.

## Содержание
Конституция Паульскирхе устанавливала в Германии единую конституционную монархию, предусматривала двухпалатное Государственное Собрание (нем. Reichstag), состоящее из палаты штатов (нем. Staatenhaus) и народной палаты (нем. Volkshaus).

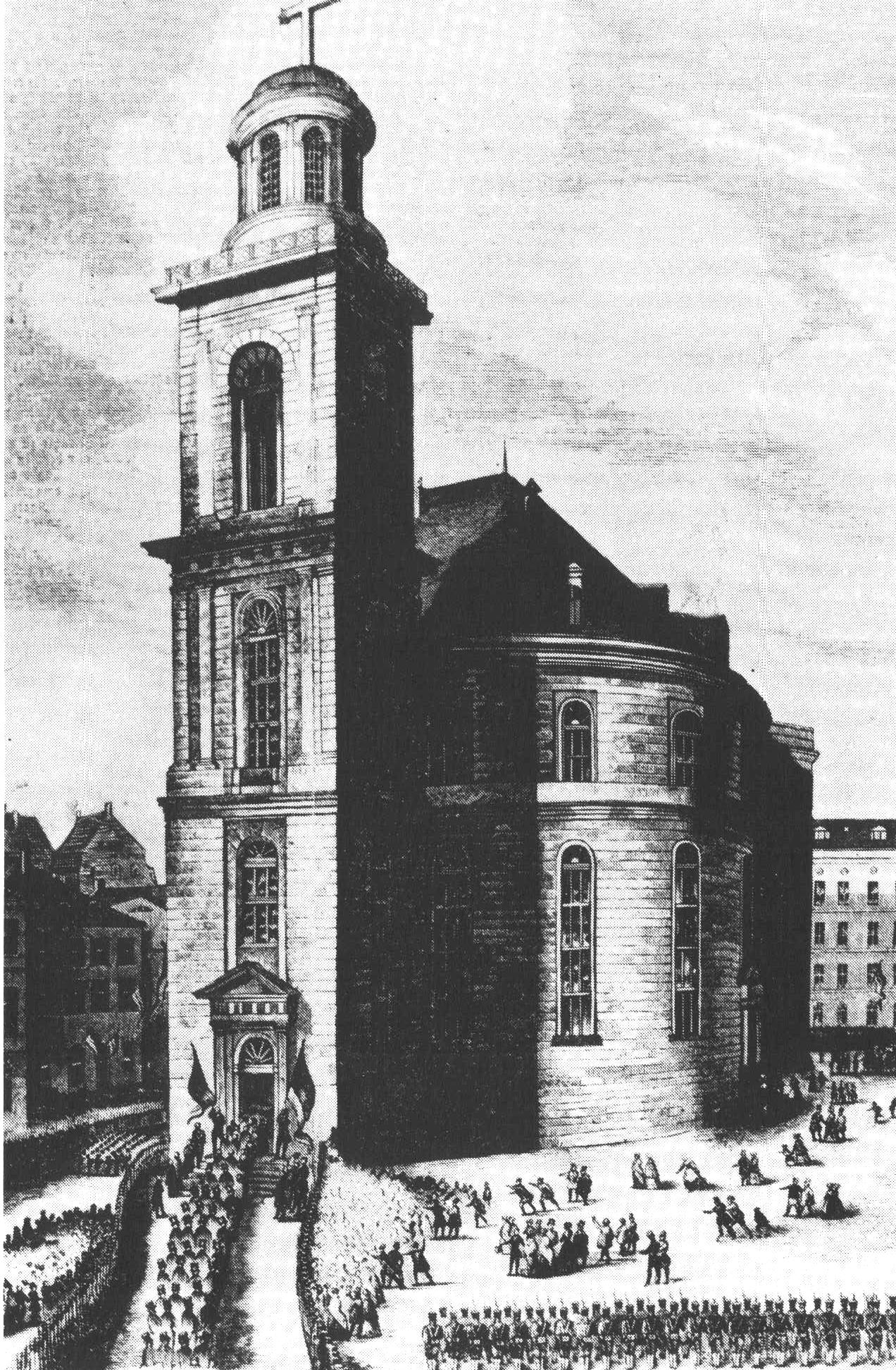
Въезд делегатов Франкфуртского национального собрания в церковь Святого Павла во Франкфурте-на-Майне, где была принята Конституция Паульскирхе. Гравюра 1848 года

Династию для этой общегерманской монархии предполагалось избрать демократическим голосованием. Для этих целей делегация Собрания обратилась к королю Пруссии Фридриху Вильгельму IV с предложением принять корону и стать кайзером немцев. Фридрих Вильгельм IV заявил, что является государем божиею милостью и отказался.
Последующая конституционная кампания и революционные восстания на юго-западе Германии, которые всё же вынудили немецких князей принять конституцию, были разбиты летом 1849 года военной силой. Поскольку конституция уже вступила в силу, речь идёт о вооружённом путче старой власти, несмотря на то, что общественности это ловко преподносилось как юридически законное наведение общественного порядка. Вместо Конституции Паульскирхе Фридрих Вильгельм IV подготовил октроированную конституцию, которой сумел вернуть себе большую часть властных полномочий.
Несмотря на это Конституция Паульскирхе оказала влияние на конституционное развитие Германии, в частности, в области основных прав человека. Эти права составили ядро проекта конституции и вступили в силу ещё 27 декабря 1848 года по Имперскому закону об основных правах немецкого народа (нем. Reichsgesetz betreffend die Grundrechte des deutschen Volkes). Позднее они были включены в отдельный раздел Конституции Паульскирхе, а позднее были инкорпорированы в Веймарскую конституцию и Основной закон ФРГ.
Длительные дебаты вызвал также вопрос об окончательном оформлении нового национального немецкого государства. На голосование было представлено два варианта: малогерманский и великогерманский пути объединения Германии.